# Isabela Mallorská
Isabela Mallorská (katalánsky: Elisabet; 1337–1406) byla od roku 1375 poslední titulární královnou Mallorky a hraběnkou z Roussillonu a Cerdanye, sňatkem markraběnkou z Montferratu.

## Rodina
Isabela se narodila jako dcera krále Jakuba III. Mallorského a jeho první manželky Konstancie Aragonské. Jejími prarodiči byli Alfons IV. Aragonský a jeho první manželka Tereza z Entença a hrabě Ferdinand Mallorský s Isabelou ze Sabranu.
Po matčině smrti se otec znovu oženil s Jolandou Vilaragutskou, se kterou měl dceru Esclaramundu.

## Život
Isabela po smrti svého bratra Jakuba IV. v roce 1375 získala tituly a nároky na Mallorské království. Jejich otec však království v roce 1343 ztratil a roku 1349 zemřel v bitvě u Llucmajoru s Petrem IV. Aragonským. Isabela byla po bitvě, v níž byl otec zabit, svým strýcem Petrem Aragonským spolu s bratrem a nevlastní matkou zajata a s nevlastní matkou zavřena v klášteře klarisek ve Valencii. V roce 1358 byla díky úsilí nevlastní matky osvobozena, pod podmínkou, že se vzdá svých práv na mallorské království.
V Montpellieru se Isabela 4. září 1358 provdala za Jana II. Palailoga, markraběte z Montferratu. Sňatek domluvila Isabelina nevlastní matka, která tehdy žila u montferratského dvora.
Isabela nebyla schopna vážně se pokusit získat zpět svá nárokovaná území. V roce 1375 se pokusila získat trůn a adoptovala Ludvíka I., titulárního krále Sicílie a Jeruzaléma, jako svého dědice a spoluregenta. Ludvíkovým cílem bylo obsadit Roussillon k zajištění území proti aragonské expanzi. Ludvíkovi nástupci pokračovali v připojování Mallorky mezi své tituly, i když se nikdy nepokusili ostrovní království dobýt.
V roce 1375 se Isabela tajně znovu provdala (Jan v roce 1372 zemřel) za Konráda z Reischachu a Jungnau. Z manželství se narodil syn Michal, manželé později žili odděleně. Isabela zemřela ve Francii v roce 1406.

## Potomci
Isabela měla s Janem pět dětí:
- Ota III. z Montferratu (1360–1378)
- Jan III. z Montferratu (1362–1391)
- Teodor II. z Montferratu (1364–1418)
- Vilém z Montferratu (1365–1400)
- Markéta z Montferratu (asi 1365–1420), manželka hraběte Petra II. z Urgellu

Ze druhého manželství s Konrádem měla jednoho syna:
- Michal z Reischachu a Jungnau